# Chiesa di San Sebastiano (Bolgheri)

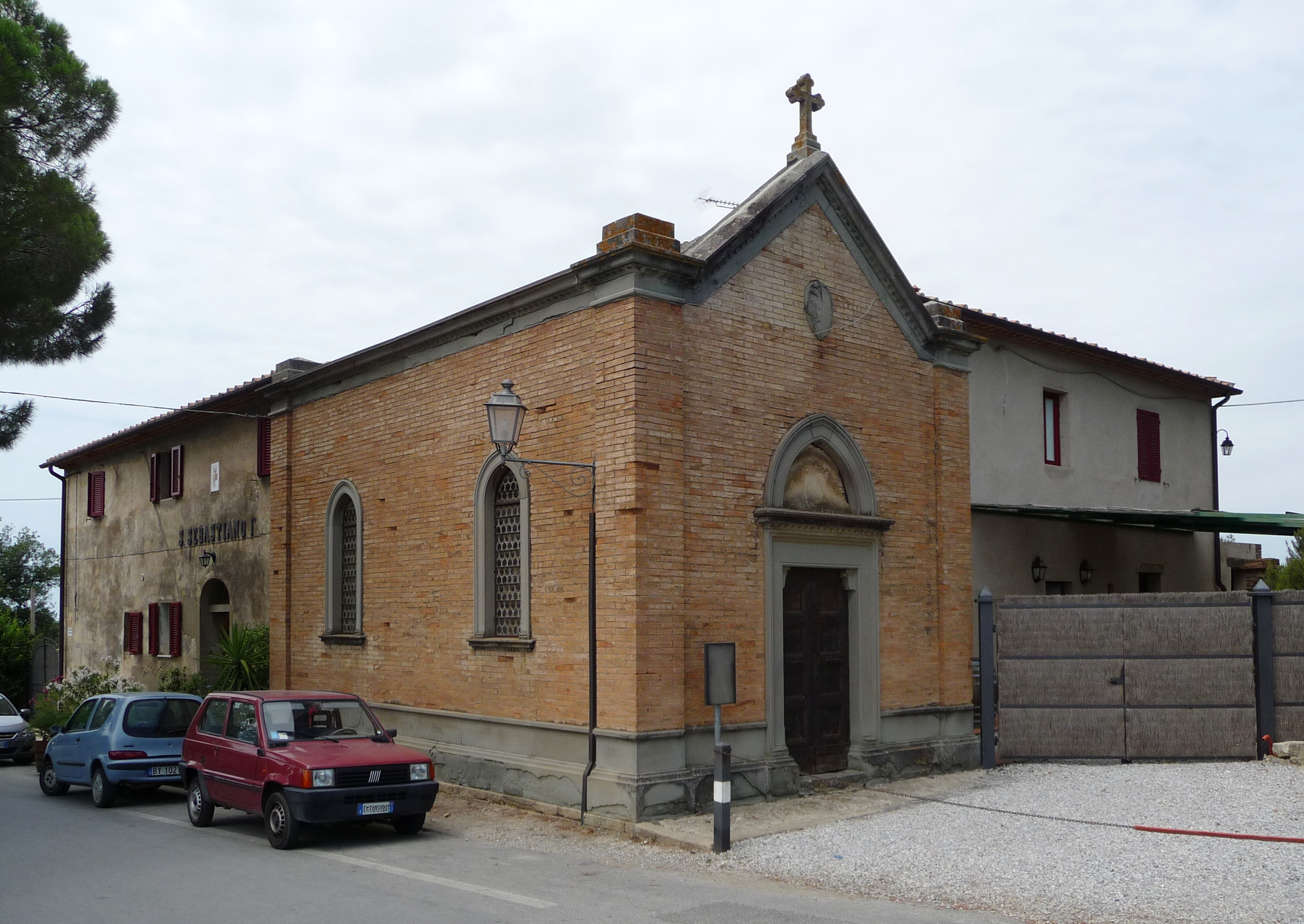
Un'altra immagine degli esterni

La chiesa di San Sebastiano è un edificio sacro che si trova lungo il viale di San Guido a Bolgheri, nel territorio di Castagneto Carducci.
L'edificio, di costruzione novecentesca, è utilizzato dai conti Della Gherardesca per le sepolture. La chiesa, ad aula con sviluppo longitudinale, presenta la facciata a capanna in mattoni rossi.
Tutte le superfici interne sono decorate: dalle capriate lignee dipinte a disegno geometrico alle mura perimetrali che in tre fasce distinte propongono motivi vegetali alternati con archetti tricuspidati. Tra le finestre e le porte si inseriscono le tombe della famiglia. L'abside è costituita da una calotta semicircolare decorata con riquadri in finto marmo. Nel 2011, durante il ripristino pittorico del vano, eseguito da Elisabetta Maria Tonini, al di sotto di questi riquadri sono state riportate alla luce due decorazioni floreali stilizzate su fondo azzurro. L'altare del tipo a blocco è sormontato da quattro gradi in legno che poggiano su una base di pietra. Sopra l'altare un dipinto celato da un drappo di seta raffigura la Madonna col Bambino.